# Stefano Sensi
Stefano Sensi, född 5 augusti 1995 i Urbino, är en italiensk fotbollsspelare. Han har tidigare representerat det italienska landslaget.

## Karriär
Den 28 januari 2022 lånades Sensi ut av Inter till Sampdoria på ett låneavtal över resten av säsongen 2021/2022. Den 2 juli 2022 lånades Sensi ut av Inter till Monza på ett låneavtal över säsongen 2022/2023.

## Meriter
Inter
- Serie A: 2020/2021
- Supercoppa Italiana: 2021